# Ашборо (Северная Каролина)
Ашборо (англ. Asheboro) — крупнейший город и административный центр (столица) округа Рандолф в штате Северная Каролина в Соединённых Штатах Америки.
Согласно результатам переписи населения США, проведённой в 2020 году, число жителей города составляло 27 156 человек, что, для такого небольшого населённого пункта, существенно ьше (+ 8,6%), чем было во время предыдущей переписи прошедшей в 2010 году (25 012 человек).

## История
Сообщество Ашборо было названо в честь Самуэля Эша, девятого губернатора Северной Каролины (1795–1798). Административным центром округа Рандольф оно было избрано в 1796 году.
В 1800-х годах это была небольшая деревня с населением менее 200 человек. Население Ашборо стало быстро расти только после прихода железной дороги.
Ашборо стал центром текстильного производства в XX веке с открытием чулочно-носочной фабрики Acme в 1909 году. После Второй мировой войны производственный сектор города расширился, включив в себя производство аккумуляторов, проводов и продуктов питания. 
Одна из главных туристических достопримечательностей города, зоопарк Северной Каролины, был открыт в 1974 году.
В 2000-х годах Ашборо настолько пострадал от экономического спада из-за упадка традиционных производственных отраслей на фоне растущей конкуренции со стороны зарубежных компаний, что в 2012 году национальная новостная программа «60 минут» назвала его «умирающим городом». Как ни парадоксально, но в период между переписями 2010 и 2020 года население города выросло на 15,4%.
В 1016 году город был награждён премией «All-America City Award» (с англ. — «Всеамериканский город») присуждаемой Национальной гражданской лигой, которую неофициально называют «Нобелевской премией за конструктивное гражданство» и которая выдается за активную гражданскую позицию жителей некорпоративных сообществ Соединённых Штатов в жизни местного самоуправления. 
В 2020-х годах Ашборо превратился в динамично развивающийся город.

## География
В соответствии с данными указанными на сайте центрального статистического органа страны — Бюро переписи населения США, город Ашборо имеет общую площадь 15,4 квадратных мили (40 км²), из которых 15,3 квадратных мили (40 км²) занимает суша и 0,1 квадратных мили (0,26 км² или 0,58%) приходится на водную поверхность. 
Ашборо находится недалеко от географического центра штата Северная Каролина на высоте около 250 метров над уровнем моря. Хотя он и расположен на пологом плато Пидмонт в центральной части Северной Каролины, далеко к востоку от Аппалачей, город и его окрестности на удивление холмистые. Город находится в горах Уварри, серии древних хребтов и односкатных плато, которые эрозия превратила в высокие холмы. Таким образом, создается впечатление, что Ашборо находится в более гористой местности, чем есть на самом деле.

## Климат
Согласно данным представленным Национальной метеорологической службой США в городе Ашборо умеренно теплый климат с прохладной зимой и жарким летом, который на климатических картах сокращённо обозначается аббревиатурой «Cfa».